# Aster sekimotoi
Aster sekimotoi là một loài thực vật có hoa trong họ Cúc. Loài này được Makino mô tả khoa học đầu tiên năm 1931.